# Lisa és a világfájdalom
A Lisa és a világfájdalom (vagy Simpson család – az 1. évad 6. része Simpson család epizód.) 1990. február 11-én került bemutatásra. Magyarországon 1998. szeptember 21-én mutatta be a TV3 Az epizód produkciós kódja: 7G06.

## Történet
|  | Alább a cselekmény részletei következnek! |

Lisa egy reggelen rossz hangulatban ébred. Először az improvizatív zenetanárt borítja ki majd a tesitanárt
mivel nem akart tornaórán kidobósozni.Hazaküldik. Otthon Bart és Homer tévén keresztül játszanak ökölvívást.
Bart meglepően jobban játszik mint az apja.
Homer és Marge sikertelenül próbálja vígasztalni Lisát. Amint a szobájában fekszik amikor szaxofonzenét hall meg.
Lisa követi a zene ritmusát amikor a városban találkozik Murphyvel. Tőle származik a muzsika.
Megtanulja Lisa kifejezni magát a zenében és még számtalan csodálatos dolgot.
Homer visszavágót követel a videójátékban míg Marge zenélni tanítja Lisát. Ott érzelmeit
(amit tanult Murphytől) megmutatja anyjának akit ez lenyűgözött. Homer legyőzi Bartot.
A fiú bejelenti visszavonulását mint veretlen videójáték bajnok.
Később elmennek egy klubba meghallgatni egy dzsesszszámot amít Murphy ad elő és Lisa írta.